# Plongée sous-marine en Belgique
 (août 2008).

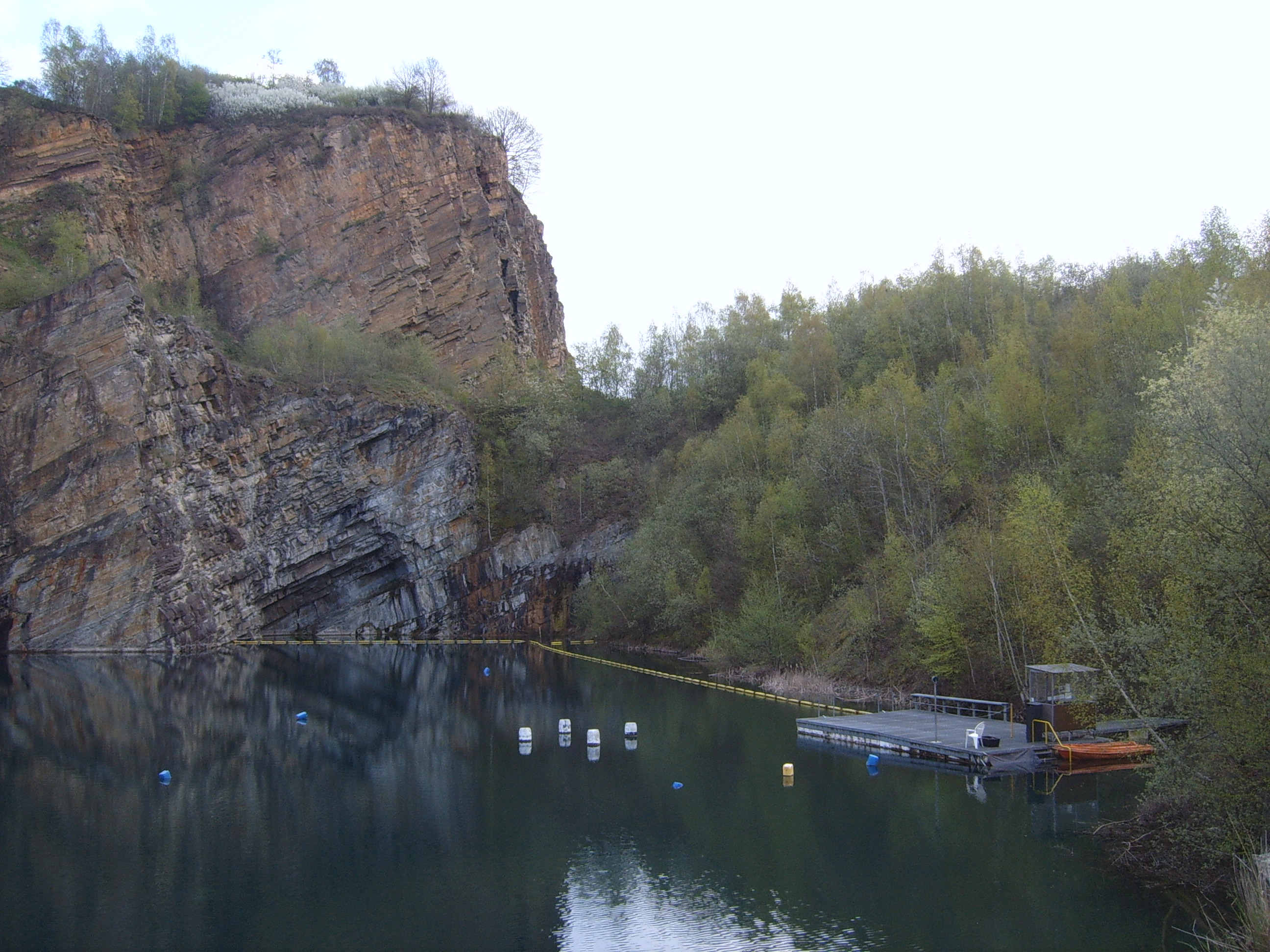
la Carrière de la Gombe à Esneux

La plongée sous-marine en Belgique est une activité sportive qui se déroule essentiellement en piscine, en lac ou dans d'anciennes carrières inondées.  Plus rarement sous terre ou en haute et basse mer. Elle est organisée en clubs et écoles de plongées affiliés à différents organismes de formation ; parmi les plus représentatifs en nombre de structures on trouve la FEBRAS (Fédération belge de recherches et d'activités sous-marines), l'ADIP (Association des instructeurs de plongée), le VVW (Vlaamse vereniging voor Watersport), le PADI (Professional Association of Diving Instructors), et SDA (Scuba Diving Association), TDI/SDI (Technical Diving International/Scuba Diving International), IANTD (International Association of Nitrox and Technical Divers).
La FEBRAS, membre fondateur de la CMAS (Confédération mondiale des activités subaquatiques), est constituée de deux ligues régionales : la LIFRAS (Ligue francophone de recherches et d'activités sous-marines) et la NELOS (Nederlandstalige Liga voor Onderwateronderzoek en -Sport).
L'ADIP et le VVW sont les représentants en Belgique du CEDIP (Comité européen des instructeurs de plongée professionnels).

## Province du Brabant wallon
- Carrière d'Opprebais
- Carrière Dongelberg,

## Province de Hainaut
- Carrière de Barges, à Tournai
- Carrière des Fours à chaux, à Dour
- Carrière de Lessines
- Carrière de Maffle

## Province de Liège
- Carrière de la Gombe, à Esneux
- Carrière de Lillé, à Sprimont

## Province de Namur
- Carrière de la Croisette (ou Vodecée)
- Carrière de Floreffe (ou Flato)
- Carrière des Dolomies (ou des Scaphandriers)
- Carrière de La Rochefontaine à Franchimont (50° 11′ 01″ N, 4° 38′ 31″ E)
- Carrière de Traigneaux (ou Villers-Deux-Églises)
- Carrière de Vodelée
- Les Lacs de l'Eau d'Heure[4] à Boussu-lez-Walcourt